# Daria Korczyńska
Daria Korczyńska (Kołobrzeg, 30 juli 1981) is een atleet uit Polen.
In 2010 liep zij in Barcelona op de Europese kampioenschappen atletiek 2010 met 42,68 seconde een Pools nationaal record op de 4x100 meter estafette.
Op de Olympische Zomerspelen in 2008 liep zij de 100 meter sprint en de 4x100 meter estafette. Op de Olympische Zomerspelen van 2012 in Londen liep zij de 4x100 meter estafette met het Poolse team.
Op de Europese kampioenschappen atletiek 2012 liep ze met het Poolse team naar een bronzen medaille op de 4x100 meter estafette.
- World Athletics: 14294213